# LINDBERG XI
『LINDBERG XI』（リンドバーグ・イレブン）は、LINDBERGの11枚目のオリジナル・アルバム。
1998年3月25日発売。発売元はテイチクのインペリアルレコードレーベル。

## 解説
1989年のメジャー・デビューから10年間、LINDBERGのプロデュースを務めてきた月光恵亮による最後のプロデュース作品となった。
先行シングル『風』を収録。

## チャート成績
オリコンチャート20位を獲得した。

## 収録曲
全作詞:渡瀬マキ／作曲:小柳昌法（1,5,8,10）平川達也（3,4,6）川添智久（2,7,9,11）／全編曲:LINDBERG・月光恵亮
1. 夕焼け
2. バイバイね
3. 風
  - 30枚目のシングル曲。'98 アサヒ飲料 バヤリース CF曲。
4. あなたの元へ帰ろう
5. ブギウギ Sunshine'98
6. 太陽のかけら
  - アルバム楽曲でありながらミュージック・ビデオが製作された。[1]
7. Are you my friend?
8. moonlight
9. Let me go Let me love
10. 星に願いを
  - 『BEST II -FLIGHT RECORDER IV-』に、ライブ音源が収録されている。解散時のライブ会場限定でリリースされた『FLIGHT RECORDER -FINAL MEMORIES-』や2009年のアルバム『LINDBERG XX』にもリテイクして収録された。
11. シャンプー